# Autorretrato (Rafael)
Autorretrato (en italiano Autoritratto) es una pintura de la fase florentina del renacentista italiano Rafael Sanzio. Es una pintura al óleo sobre tabla, de dimensiones de 47,5 centímetros de alto y 33 cm de ancho. Está datado alrededor de 1504-1506, y se conserva en la Galería Uffizi de Florencia, Italia.
Es uno de los pocos autorretratos del pintor, y el único al óleo en el que aparece solo. Aunque esta generalmente aceptado que representa a Rafael en su primera etapa florentina, siendo todavía discípulo de Perugino, existe también la teoría de que es una obra posterior, una copia invertida de su rostro en La escuela de Atenas. Según esta hipótesis, podría ser tan tardía como de principios de su época en Roma, en 1509.
Presenta a Rafael como "un joven vestido sencillamente, de compostura insegura y de rasgos finos y melancólicos". Ha sido similarmente descrito como "una fisionomía juvenil, suave y levemente melancólica". Se hace notar la descripción que hizo su primer biógrafo, el pintor, arquitecto y escritor Giorgio Vasari: "... resplandeciente de todas las más raras virtudes del ánimo, acompañadas de tanta gracia, tanto estudio, belleza, modestia y óptimas costumbres...".
Su descubrimiento por parte de la historia del arte se hizo en 1631, cuando se encontraba en la Colección Ducal de Urbino. Se sabe que en 1890 estaba ya en la galería Uffizi, donde ha permanecido desde entonces. El primer estudio de la obra tuvo lugar en 1984, a manos de Gian Lorenzo Mellini. Ese mismo año fue expuesto públicamente por primera vez.